# Modlitba pro Martu
„Modlitba pro Martu“ je píseň české zpěvačky Marty Kubišové z roku 1968, jejími autory jsou skladatel Jindřich Brabec a textař Petr Rada. Skladba původně vznikla pro televizní seriál Píseň pro Rudolfa III. a vzhledem k době jejího zveřejnění v době invaze vojsk Varšavské smlouvy do Československa se i díky nadčasovému textu stala symbolem českého odporu vůči okupaci. Píseň byla následně vydána také jako singl a v roce 1969 byla zařazena na debutové album Marty Kubišové Songy a balady. Roku 1989, po 19 letech zákazu činnosti a veřejného vystupování, který Kubišová dostala, byla „Modlitba pro Martu“ také jedním ze symbolů sametové revoluce.

## Historie

### Vznik písně

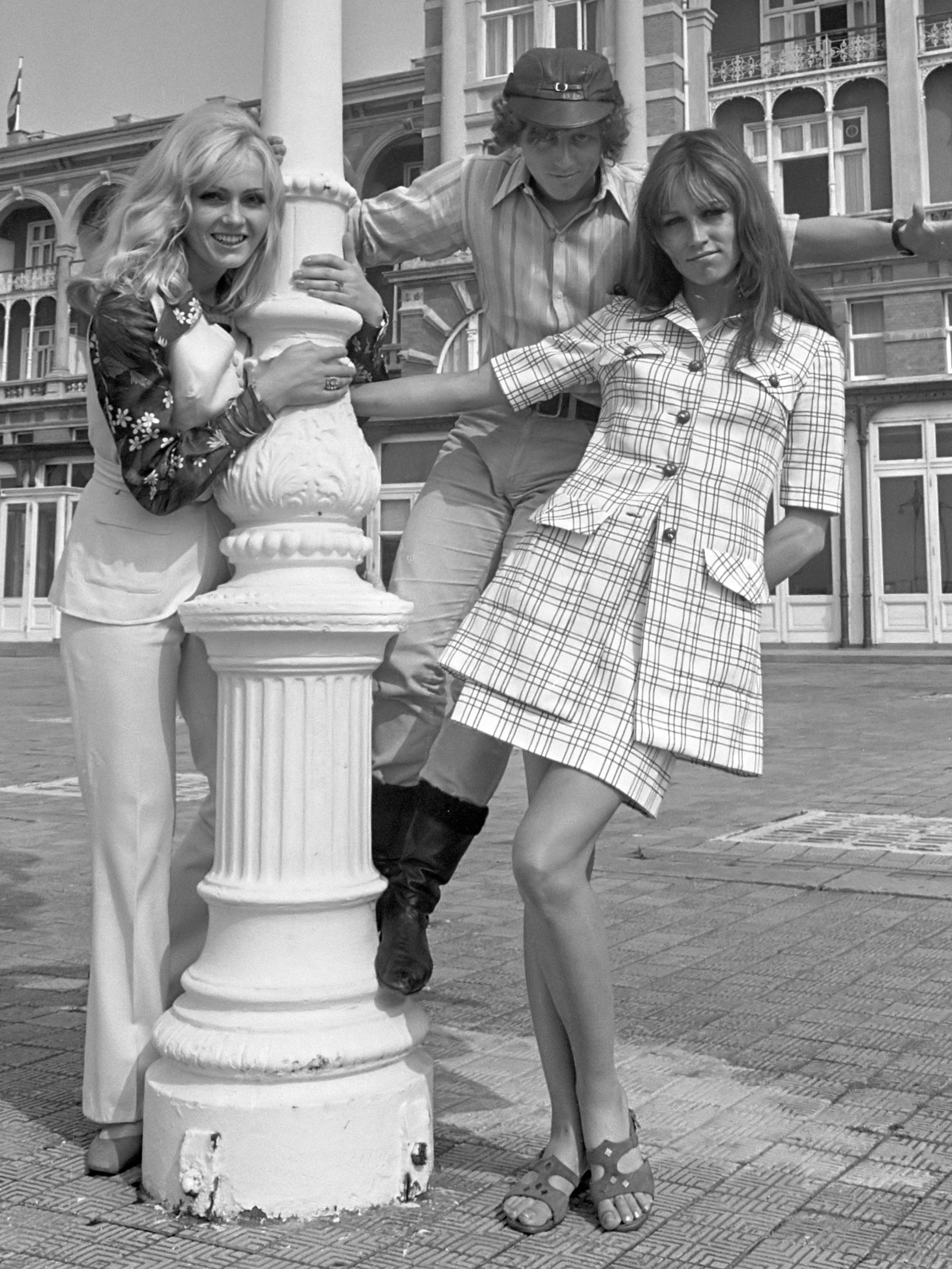
Zpěváci (zleva) Helena Vondráčková, Václav Neckář a Marta Kubišová, kteří v letech 1967–1969 pravidelně účinkovali v televizním seriálu Píseň pro Rudolfa III.

Od roku 1967 točil režisér Jaromír Vašta podle scénáře Jaroslava Dietla hudební televizní seriál Píseň pro Rudolfa III., v němž vystupovali v rámci jeho děje populární popoví zpěváci se svými písněmi. Od sedmého dílu měla být koncepce seriálu částečně upravena: místo vybraných známých hitů měly být součástí příběhů pouze nově napsané písně od jedné autorské dvojice.
V případě sedmé epizody s názvem „Hrabě Monte Christo“, která měla mít premiéru na podzim 1968, se tvůrci seriálu rozhodli, že angažují autory písně, jež zvítězí na festivalu Bratislavská lyra 1968. Ten se konal v červnu toho roku a vyhrála na něm skladba „Cesta“ od skladatele Jindřicha Brabce a textaře Petra Rady, zazpívaná Martou Kubišovou. Brabec tedy začal na nových osmi písních podle pokynů ve scénáři pracovat a melodie následně předával Radovi k otextování. Díl měl podle Dietla končit vážnou skladbou Marty Kubišové (která v seriálu pravidelně účinkovala), jakýmsi „poselstvím anděla smíru“. Měla mít slavnostnější a honosnější charakter. Rada si tuto píseň nechal na konec a chtěl v ní využít motiv z Komenského Kšaftu umírající matky Jednoty bratrské („Věřím i já v Bohu, že po přejití vichřic hněvu […] vláda věcí tvých k tobě se zase navrátí, ó lide český!“).

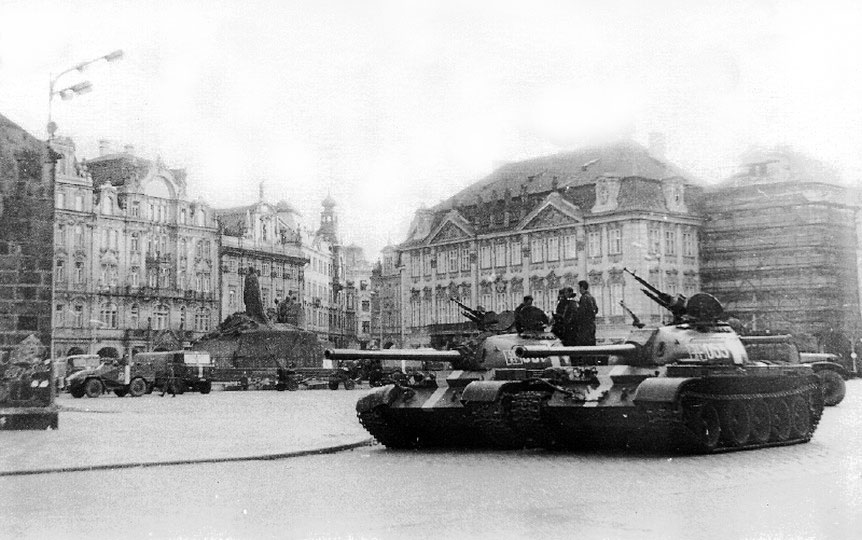
Sovětské tanky na Staroměstském náměstí v Praze v srpnu 1968

Dne 21. srpna proběhla invaze vojsk Varšavské smlouvy do Československa. Scenárista Jaroslav Dietl v okamžité reakci na tuto událost napsal hned druhý den krátký scénář pro scénku, kterou označil jako šestý díl seriálu s názvem „Rudolf III. na dvoře Leonida I.“. Režisér Vašta se s kameramanem Janem Eisnerem i samotným Dietlem vydali tento improvizovaný díl, ve kterém účinkovali Iva Janžurová, Jiří Hrzán a Marta Kubišová, ještě 22. srpna natočit. Jednalo se o hudební seriál, Vašta tedy chtěl mít v epizodě nějakou píseň. Pro záběry z auta, vezoucího Kubišovou skrze Prahu s množstvím sovětských tanků a jiné vojenské techniky, využili již existující píseň „Cesta“, další skladba jim ale scházela. Autoři i s Kubišovou tedy zamířili do zvukového studia Československé televize Petynka na Břevnově (v objektu usedlosti Šlajferka), kde se setkali s Jindřichem Brabcem, jehož auto získalo po cestě přes Prahu několik průstřelů.
V době zahájení okupace Československa měl Petr Rada dokončenou asi třetinu textu závěrečné písně pro díl „Hrabě Monte Christo“, která obsahovala Brabcovu pomalou a důstojnou melodii. O dva dny později mu volali pracovníci studia Petynka se žádostí o nějakou píseň proti okupaci, kterou by mohli s přítomnou kapelou i zpěváky nahrát. Rada žádnou skladbu k dispozici neměl, ale zanedlouho mu z Petynky telefonoval Brabec, který po něm chtěl pro okupační díl Rudolfa III. onu závěrečnou skladbu, původně určenou pro díl „Hrabě Monte Christo“. Petr Rada tedy píseň v archaizujícím stylu, v návaznosti na Komenského citát, urychleně dokončil a protože sovětští vojáci blokovali mosty přes Vltavu, nadiktoval její text po telefonu. Marta Kubišová první verzi písně, pojmenované původně jako „Modlitba“, 23. srpna 1968 na Petynce s přítomnými hudebníky nahrála. Autoři seriálu i herci poté s písní zamířili do improvizovaného studia Československé televize ve Výzkumném ústavu pro sdělovací techniku A. S. Popova na sídlišti Novodvorská, odkud toho dne večer epizodu i s „Modlitbou“ odvysílali. Další den se píseň objevila ve vysílání Československého rozhlasu.

### Po vojenské invazi
Píseň si v září 1968 moderátor Vladimír Škutina vybral jako znělku televizního publicistického pořadu Jsme s vámi, buďte s námi. Režíroval jej Jaromír Vašta a dočkal se dvou dílů; před třetím byl zrušen. Dne 21. září 1968 pozval prezident Ludvík Svoboda na Pražský hrad vybrané zpěváky, herce i skladatele. Marta Kubišová tam s klavírním doprovodem Jaroslava Jakoubka zazpívala „Modlitbu“.
Dne 28. srpna 1968 nahrála Marta Kubišová v Československé televizi pro sedmý díl seriálu Píseň pro Rudolfa III. orchestrální verzi písně, kterou 16. září převzal také Supraphon. Skladba byla, stejně jako další písně z pořadu, vydána (již pod názvem „Modlitba pro Martu“) jako singl na 7" gramofonové desce, který vyšel v říjnu 1968 s písní Karla Černocha „Zlej sen“ na B straně. Tato verze byla následně také hrána Československým rozhlasem. Ve vysílání Československé televize se sedmý díl seriálu Píseň pro Rudolfa III. s názvem „Hrabě Monte Christo“, který končil filmovým klipem a orchestrální verzí „Modlitby“, objevil 23. listopadu 1968. Dne 10. prosince 1968 nahrála Kubišová ve studiu Supraphonu v Dejvicích verzi se střídmějším orchestrálním aranžmá, jež byla určena pro její připravované debutové album Songy a balady. Zvuk televizní/singlové verze byl využit také ve druhém filmovém klipu „Modlitby“, jenž byl 1. ledna 1969 prezentován v televizním pořadu Gramohit 68. Již během první poloviny roku 1969 docházelo k pokusům o cenzurní zásahy, aby píseň na koncertech nezněla. Debutové album Marty Kubišové Songy a balady, jehož první stranu uzavírala „Modlitba pro Martu“, vyšlo v červenci 1969.

### Zákaz činnosti
V době již nastupující normalizace dostala Marta Kubišová v únoru 1970, na základě falešných pornografických fotografií, faktický zákaz vystupování a jiné veřejné činnosti. Její jméno se přestalo objevovat v médiích a její písně, včetně „Modlitby“, už rozhlas hrát nemohl. I přes to vydavatelství Supraphon ještě během první poloviny roku 1970 pokračovalo ve vydávání nahrávek Marty Kubišové i skupiny Golden Kids, které byla členem. Supraphon také stihl v této době vydat reedici rozebraného debutového sólového alba Songy a balady, která ale byla oproti původní verzi z cenzurních důvodů upravena: písně „Modlitba pro Martu“ a „Ne“ byly nahrazena skladbami „Zlý dlouhý půst“ (z repertoáru Golden Kids) a „Kdo ti radu dá“. Následně však jméno Marty Kubišové, jakožto osoby silně spjaté se srpnem 1968, zcela zmizelo z veřejného prostoru.
Rovněž na autory písně, skladatele Jindřicha Brabce a textaře Petra Radu, měl aparát komunistického režimu spadeno. Brabec dostal kvůli autorství skladby na jaře 1971 výpověď z Československého rozhlasu, kde působil jako redaktor a hudební dramaturg, a dalších 14 let se musel živit v rámci svobodného povolání.  Na Radu začala v roce 1977 vyvíjet nátlak Státní bezpečnost, aby s ní spolupracoval; ten ale ještě toho roku emigroval do Austrálie, kde žil do roku 1990, kdy se vrátil do Československa.
První verze „Modlitby“ z 23. srpna 1968 vyšla poprvé v roce 1973 na exilovém kompilačním albu Písničky roku 1968, které bylo vydáno ve Švýcarsku vydavatelstvím Artes. V květnu 1978 nahrála Marta Kubišová v bytě Jaroslava Hutky pro švédské vydavatelství Oktober pět moravských lidových písní a krátkou a cappella verzi „Modlitby“. Tyto snímky, pořízené švédskými novináři, vyšly téhož roku ve Švédsku na albu Lämna vårt land i fred (Zakázaní zpěváci druhé kultury), obsahující nahrávky zakázaných českých zpěváků.

### Sametová revoluce a píseň po roce 1989

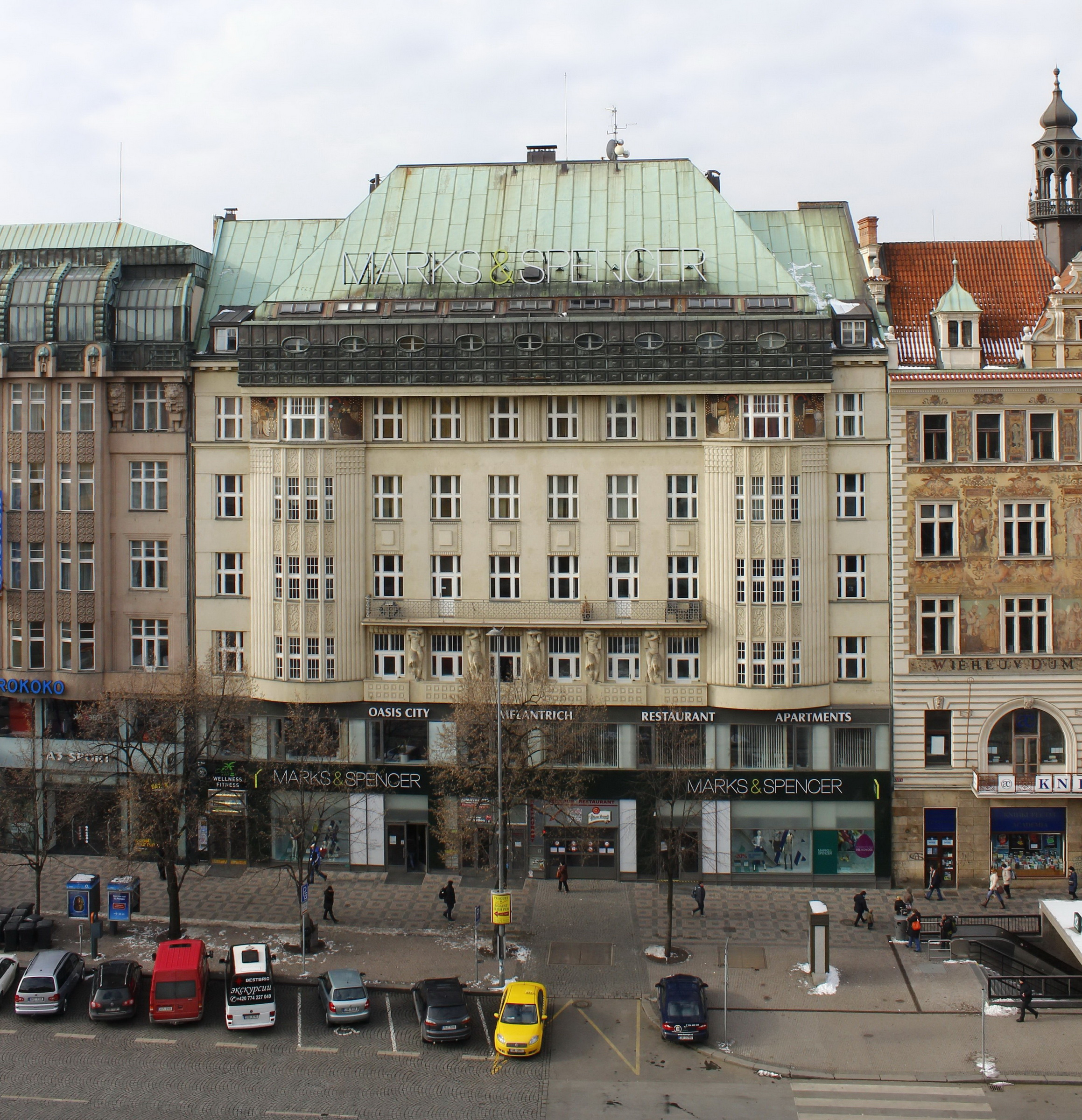
Budova Melantrichu na Václavském náměstí v Praze. Balkon ve třetím patře sloužil jako jeviště pro řečníky při demonstracích během sametové revoluce v listopadu 1989. Z něj také Marta Kubišová několikrát zpívala „Modlitbu pro Martu“.

Po téměř 20 letech života v ústraní, práci v občanském povolání i působením v disentu, se na sklonku komunistického režimu mohla Kubišová v letech 1988 a 1989 příležitostně objevit na veřejnosti. V době sametové revoluce zazpívala na manifestaci dne 21. listopadu 1989 z balkonu budovy Melantrichu na pražském Václavském náměstí nejen československou hymnu, ale i „Modlitbu“, což byl spontánní nápad přítomného hudebního publicisty Jiřího Černého. Kubišová si píseň zopakovala z balkonu Melantrichu také 22., 23. a 24. listopadu, a následně i 25. listopadu 1989 při demonstraci na Letné. Zazpívala ji i na Koncertu pro všechny slušný lidi 3. prosince ve Sportovní hale a na posledním velkém shromáždění roku 1989, které se odehrálo 10. prosince opět na Václavském náměstí u Melantrichu.
Albová verze písně vyšla jako singl na 7" SP desce v prosinci 1989 (na B straně byla skladba „Hej, Jude“). Dne 21. srpna 1991 měl na ČTV premiéru krátký dokumentární film Modlitba pro Martu popisující vznik písně a další okolnosti. Původní verze skladby z 23. srpna 1968 zůstala zachována u režiséra Jaromíra Vašty a v roce 1996 byla poprvé vydána v Česku; objevila se jako bonus v reedici alba Songy a balady. Na běžných koncertech měla Kubišová „Modlitbu“ v programu, v posledních letech jako druhý přídavek.

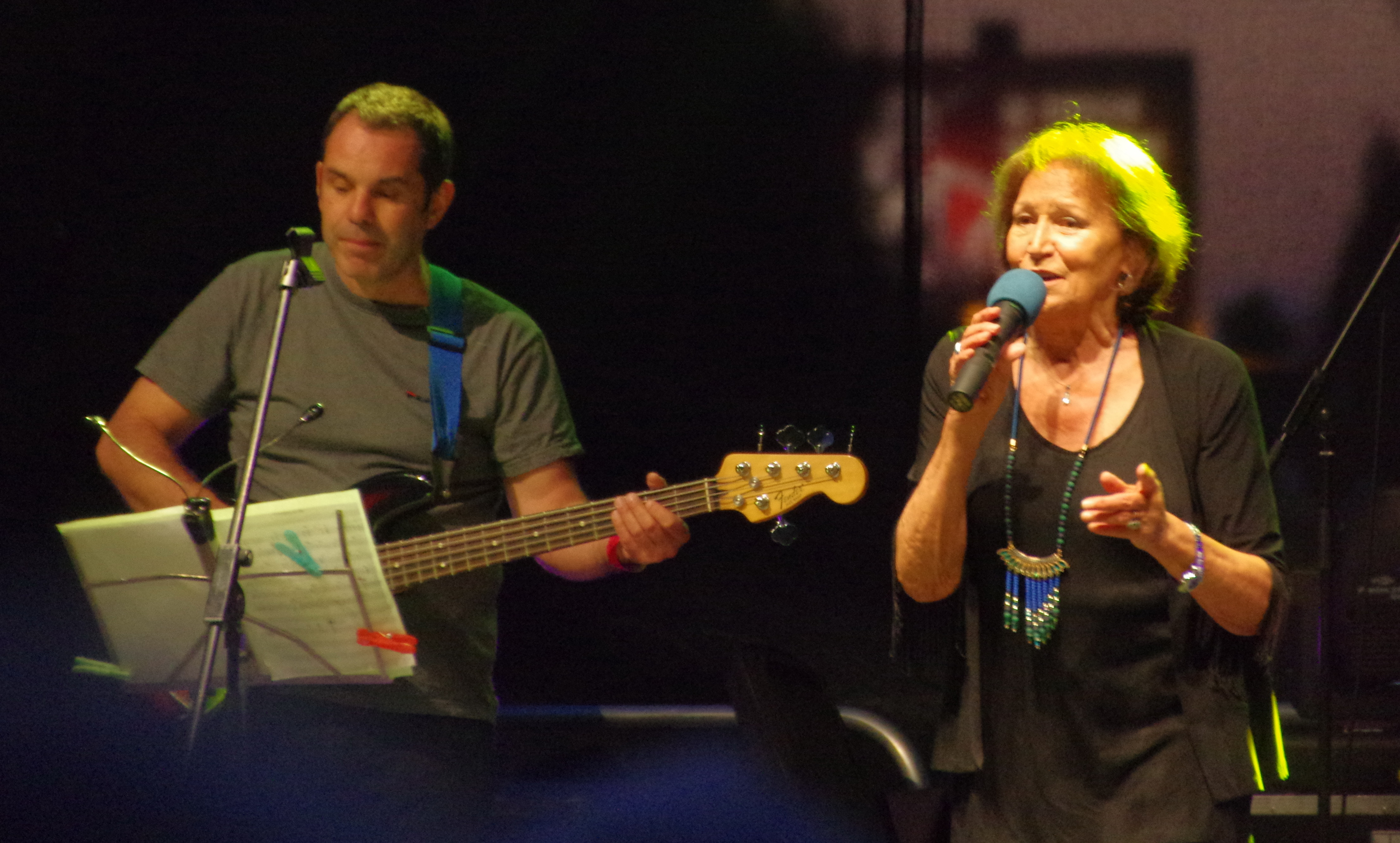
Marta Kubišová v roce 2015

Pro kompilační album Protestsongy 1966–2017 nahrála Marta Kubišová v září 2017 společně s Bárou Basikovou, Blankou Šrůmovou, Naďou Válovou, Terezou Černochovou, Natálií Kocábovou a Hanou Hegerovou ve studiu Sono Records v Unhošti novou verzi „Modlitby pro Martu“, pro kterou byly využity původní orchestrální základy z roku 1968 pro seriál Píseň pro Rudolfa III. Zároveň vznikl z nahrávání videoklip, který režíroval Fero Fenič. K 30. výročí sametové revoluce natočila Kubišová roku 2019 sama další verzi „Modlitby“ i s videoklipem v režii Petra Větrovského, která toho roku vyšla i na kompilaci Depeše. Píseň „Modlitba pro Martu“ také zazněla v novém podání Marty Kubišové a dětského sboru v celovečerním filmu Havel z roku 2020.

## Přijetí
Text písně sice v původním smyslu neodrážel aktuální situaci ze srpna 1968, protože se vztahoval spíše k celému pražskému jaru a vyjadřoval naději, víru a touhu po svobodě. Díky svému nadčasovému poselství ale mohl být chápán i jako přímá reakce na invazi vojsk do Československa. Proto již od svého prvního vysílání 23. srpna 1968 přijali „Modlitbu“ českoslovenští občané jako protestní píseň proti vojenskému vpádu, a její šíření rozhlasem a televizí i její hymnická podoba tomu napomáhaly. Skladba se zároveň stala výrazem společenského postoje Marty Kubišové, podobně jako další dvě její písně z let 1968–1969, „Tajga blues '69“ a „Hej, Jude“. „Modlitba pro Martu“ se spolu s písní „Bratříčku, zavírej vrátka“ od Karla Kryla stala symbolem odporu proti okupaci roku 1968.
V hitparádě Houpačka se píseň objevila v říjnu 1968 (48. domácí Houpačka) na devátém místě, Druhé místo obsadila „Modlitba pro Martu“ v anketě Zlatý slavík 1968 v kategorii písní. V žebříčku nejprodávanějších singlů Supraphonu debutovala v říjnu 1968 na prvním místě a první příčku si udržela i v listopadu. V prosinci klesla na druhé místo a s žebříčkem se rozloučila v první polovině února 1969 na sedmé příčce. Celkem bylo prodáno asi 80 tisíc kusů singlů.
Když Marta Kubišová v listopadu 1989 během sametové revoluce několikrát zazpívala píseň „Modlitba pro Martu“ na veřejných demonstracích, stala se tato skladba zpěvačky, která téměř 20 let nesměla vystupovat, rovněž symbolem pádu komunistického režimu v Československu. Na konci roku 1989 a v průběhu první poloviny roku 1990 obsazovala „Modlitba pro Martu“ přední příčky různých anket a žebříčků. Skladba debutovala v prosinci 1989 v rozhlasové hitparádě Formule Pop (4. kolo) na osmnáctém místě, od 5. do 10. kola se (až na jednu výjimku) pohybovala v první desítce. Nejlepšího umístění dosáhla v 5. kole, kdy byla třetí. V žebříčku prodejnosti SP desek Supraphonu držel singl „Modlitba pro Martu“/„Hej, Jude“ od ledna do dubna 1990 první příčku. V diskožebříčku Supraphonu byla „Modlitba“ v lednu 1990 třetí a v únoru toho roku první. Na předních příčkách se umístila i v celoročních anketách Diskoslavík '89 a Rock 1989, ve kterých obsadila v kategoriích Píseň roku třetí, respektive čtvrté místo.
V anketě Českého rozhlasu Hit století obsadila v roce 2000 „Modlitba pro Martu“ šestou příčku.
Roku 2007 vyhrála „Modlitba“ s výraznou převahou na zpravodajském portálu iDNES.cz anketu písní, které čtenářům nejvíce utkvěly z listopadu 1989 v paměti. Zvítězila také v anketě 100 hitů republiky, kterou v roce 2018 uspořádal Český rozhlas.
Jako symbol srpna 1968 i listopadu 1989 je píseň „Modlitba pro Martu“ v Česku hrána na pravidelných vystoupeních k připomenutí těchto historických událostí.

## Obsazení
První verze
- Marta Kubišová – zpěv
- Milan Dvořák – varhany
- Angelo Michajlov – klavír
- Karel Černoch – bicí

Televizní a singlová verze
- Marta Kubišová – zpěv
- Sbor Lubomíra Pánka
- Taneční orchestr Československého rozhlasu, řídí Václav Hybš

Albová verze
- Marta Kubišová – zpěv
- Orchestr Golden Kids, řídí Josef Vobruba